# 李孝
李孝（り こう）は、唐の高宗の次男。母は鄭氏。中宗と睿宗の異母兄である。

## 生涯
永徽元年（650年）、許王に封ぜられた。永徽3年（652年）、并州都督に任ぜられた。顕慶3年（658年）、遂州刺史となった。麟徳元年（664年）、世を去ると、益州大都督の位を追贈された。諡を悼といった。
神龍初年、原王に追封され、司徒・益州大都督の位を追贈された。

## 伝記資料
- 『旧唐書』巻八十六 列伝第三十六「原王孝伝」
- 『新唐書』巻八十一 列伝第六「原悼王孝伝」